# Собор в Пьяченце
Собор в Пьяченце — поместный собор католической церкви, состоявшийся в марте 1095 года в итальянском городе Пьяченца под председательством папы римского Урбана II (1088—1099). В ходе собора обсуждались политические и церковные проблемы, возникшие в ходе борьбы за инвеституру.

## Предыстория
Согласно хронисту Бернольду Констанцскому, папа Урбан II созвал собор посреди Великого поста 1095 года в Пьяченце, среди схизматиков и против них. Расположенная в епархии Равенны Пьяченца находилась на территории, которой ранее управлял архиепископ Гиберт, c 1080 года являвшегося кандидатом императора Генриха IV на папский престол под именем Климента III. Противостоящий ему папа Григорий VII в 1084 году бежал из Рима на юг Италии и умер в Салерно в следующем году. Выбранный после продолжительного перерыва Виктор III пробыл понтификом не долго, и, также после длительного перерыва, в марте 1088 года «григорианская» партия избрала папой кардинала Остии Одо, принявшего имя Урбан II. Первые годы своего понтификата он провёл в королевстве нормандцев, ожидая, пока военная обстановка позволит ему вернуться на север полуострова. Такая возможность появилась пять лет спустя. В ноябре 1093 году Урбан II вернулся в Рим, летом следующего года отправился на север, а в августе 1095 года пересёк Альпы и год путешествовал по югу Франции. Летом 1096 года папа вернулся в Италию, в конце года достиг Рима, где и пребывал большую часть времени до своей смерти в июле 1099 года. За время своих длительных путешествий Урбан II провёл 10 соборов. Выбор Пьяченцы в качестве места проведения собора весной 1095 года не вполне понятен. С сентября 1094 году Урбан находился в районе Пизы, а Пьяченца располагалась на пересечении многочисленных торговых и паломнических путей. Хотя и принадлежа к Равенне, город был значительно ближе к проимперскому Милану. О степени поддержки Климента в тот период достоверных сведений не сохранилось, а номинальный епископ Пьяченцы, сторонник императора Венрих Трирский, был изгнан из города.
Дата проведения собора устанавливается из свидетельства Бернольда Констанцского и записей папской канцелярии, назвавшей датой открытия собора мартовские календы, 1 марта. Также архивные записи утверждают, что решения собора были оглашены на седьмой день, то есть 7 марта. Неизвестно, где проходили заседания, поскольку кафедральный собор был построен только в начале XII века. Собор был объявлен «всеобщим», и согласно Бернольду на него прибыло 4000 клириков, в том числе около 200 епископов, и 30 000 мирян из разных стран, при том, что население города составляло до 9000 человек.

## Ход собора
О решениях собора в Пьяченце известно из «Хроники» Бернольда Констанцского и «Gesta Romanae aecclesiae contra Hildebrandum». Написанные вскоре после событий, источники сравнительно мало внимания уделили богословской проблематике собора. Основных рассматривавшихся вопроса было три:
- Спор между архиепископом Ги Вьеннским и епископом Югом Гренобльским[англ.] по поводу прав на графство Серморен[фр.]. Решением собора данный паг достался Греноблю[5].
- Разбирался сложный конфликт в епархии Льежа, возникший после смерти Генриха[англ.] в 1091 году. Против Отберта, назначенного императором новым епископом, выступили монахи льежского монастыря святого Лаврентия[фр.]. Аббат Беренгар, изгнанный в 1092 году, обратился за помощью к папе, и на соборе в Пьяченце Отберт был отлучён от церкви[6].
- Был восстановлен в епархии Нуайон[англ.] Радбод II, отстранённый от должности Григорием VII за симонию[7].
- Также были приняты каноны дисциплинарного характера, осуждена симония и провозглашены анафемы на Гиберта и Беренгара Турского[8].

В ходе собора Урбан II принял эмиссаров византийского императора Алексея I, искавшему союзников в войне с турками. Согласно Бернольду, папа «многих убедил дать клятву помощи», что рассматривается историками как одна из предпосылок Первого крестового похода. Также императрица Евпраксия потребовала осудить её мужа за чинимые ей обиды.